# Concerto 1
Concerto 1 is een onderzees kabelsysteem voor telecommunicatie in de Noordzee en verbindt het Verenigd Koninkrijk, België en Nederland.
Het kabelsysteem is een driehoek en is onderverdeeld in drie segmenten: Concerto 1-Noord, Concerto 1-Zuid en Concerto 1-Oost.
Concerto 1-Noord heeft landaansluitingen in:

1. bij Thorpeness, Suffolk, VK

3. bij Zandvoort, Noord-Holland, Nederland
Concerto 1-Zuid heeft landaansluitingen in:

1. bij Thorpeness, Suffolk, VK

2. bij Zeebrugge, Brugge, België
Concerto 1-Oost heeft landaansluitingen in:

3. bij Zandvoort, Noord-Holland, Nederland

2. bij Zeebrugge, Brugge, België
Wat opvalt is dat er op elke locatie twee landaansluitingen zijn, maar dat ze niet exact op dezelfde positie liggen.

## Bron
- Kingfisher Cable Awareness Chart, Zuidelijke noordzee. Geraadpleegd op 29 mei 2010.